# Donauleiten von Passau bis Jochenstein
Donauleiten von Passau bis Jochenstein este o arie protejată (arie specială de conservare — SAC, sit de importanță comunitară — SCI) din Germania întinsă pe o suprafață de 534,59 ha, integral pe uscat.

## Localizare
Centrul sitului Donauleiten von Passau bis Jochenstein este situat la coordonatele 48°35′36″N 13°30′42″E / 48.5933°N 13.5117°E.

## Înființare
Situl Donauleiten von Passau bis Jochenstein a fost declarat sit de importanță comunitară în martie 2001 pentru a proteja 5 specii de animale. Situl a fost protejat și ca arie specială de conservare în aprilie 2016.

## Biodiversitate
Situată în ecoregiunea continentală, aria protejată conține 10 habitate naturale: Pajiști carstice calcaroase sau bazofile, de Alysso-Sedion albi, Fânețe de joasă altitudine (Alopecurus pratensis, Sanguisorba officinalis), Grohotișuri silicioase medio-europene, la altitudine înaltă, Pante stâncoase silicioase cu vegetație casmofită, Roci stâncoase cu vegetație pionieră de Sedo-Scleranthion sau Sedo albi-Veronicion dillenii, Păduri de fag Luzulo-Fagetum, Păduri de fag Asperulo-Fagetum, Păduri de stejar și carpen Galio-Carpinetum, Păduri pe pante, grohotișuri și ravene de Tilio-Acerion, Păduri aluvionare cu Alnus glutinosa și Fraxinus excelsior (Alno-Padion, Alnion incanae, Salicion albae).
La baza desemnării sitului se află mai multe specii protejate:
- amfibieni (1): izvoraș-cu-burta-galbenă (Bombina variegata)
- nevertebrate (4): Carabus variolosus, Euplagia quadripunctaria, rădașcă (Lucanus cervus), Maculinea teleius

Pe lângă speciile protejate, pe teritoriul sitului au mai fost identificate 3 specii de reptile.